# Valkjärvi (sjö i Salo, Egentliga Finland, 60,34 N, 23,66 Ö)
Valkjärvi är en sjö i kommunen Salo i landskapet Egentliga Finland i Finland. Sjön ligger 79,6 meter över havet. Arean är 54 hektar och strandlinjen är 5,55 kilometer lång. Sjön  ingår i Kisko ås och Bjärnå å huvudavrinningsområde.   Den ligger omkring 76 kilometer öster om Åbo och omkring 73 kilometer väster om Helsingfors. 